# Mary Tapia
Mary Tapia (Tucumán, 1934 - Buenos Aires, 2011) fue una diseñadora de moda argentina reconocida por rescatar los textiles autóctonos. Ganó el premio Konex de Platino en 2002.

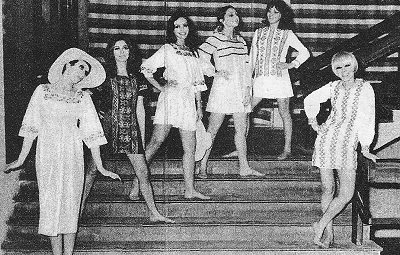
Colección de Mary Tapia y Marta Carlinsky, 1968.

## Trayectoria
Nacida en Tucumán, llegó a Buenos Aires en los años 60 para ser actriz, disciplina a la que renunció para dedicarse al mundo de la moda. Presentó sus primeros diseños en la galería El Laberinto y en los Baños Colmegna. Tras estas presentaciones fue invitada por Jorge Romero Brest a presentar su trabajo en el Instituto Di Tella, en una exposición bautizada como "Pachamama pret-a-porter" en 1967. En 1973 presentó una colección en Nueva York, invitada por el Center for American Relations. En los años 90 sus diseños fueron exhibidos en la exposición "Siglo XX Arte Argentino".
Ha sido definida como "antropóloga de la moda", por su trabajo con los textiles autóctonos, mayormente del norte de Argentina con los que creó lo que algunos definieron como "línea folclórica sudamericana" o "glam criollo" por sus prendas de barracán y por su incorporación de bordados artesanales y de tejidos en telar sobre prendas urbanas. Sus diseños fueron utilizados por artistas como María Luisa Bemberg y Marilú Marini. 

## Premios y reconocimientos
En 2001 fue reconocida como Creadora Argentina por la Sociedad Científica Argentina y con la Tijera de Plata a su trayectoria por la Cámara Argentina de la Moda.
Recibió el Premio Konex de Platino en 2002